# Claudio Bassetti
Claudio Bassetti (* 1958 im Kanton Tessin) ist ein Schweizer Neurologe.

## Leben und Wirken
Bassetti schloss sein Medizinstudium 1985 an der Universität Basel ab. Von 1988 bis 1992 durchlief er die Weiterbildung zum Neurologen an den Kliniken für Neurologie des Inselspitals Bern sowie des Centre hospitalier universitaire vaudois in Lausanne. Von 1992 bis 1999 war er Oberarzt für Neurologie am Inselspital. Am Universitätsspital Zürich war Bassetti von 2000 bis 2009 Professor und stellvertretender Leiter der Klinik für Neurologie. Seit 2010 ist er Lehrstuhlinhaber für Neurologie und Chefarzt der Neurologischen Klinik am Inselspital.
Seine wissenschaftlichen Schwerpunkte sind Narkolepsie sowie Schlaf und Schlaganfall.
Bassetti gründete experimentelle Schlaflaboratorien und das Neurologische Zentrum Lugano. Von 2008 bis 2012 war er Präsident der Europäischen Schlafgesellschaft und von 2009 bis 2013 Präsident der Schweizerischen Neurologischen Gesellschaft und der Swiss Federation of Clinical Neurosocieties. 2013 wurde er Präsident der Europäischen Gesellschaft für Neurologie.

## Veröffentlichungen (Auswahl)
Bücher
- mit Marco Mumenthaler: Neurologische Differenzialdiagnostik. Thieme, Stuttgart 2012, 6. Auflage, ISBN 978-3-13-592406-9.
- Restless Legs Syndrom. Uni-Med, Bremen 2012, ISBN 978-3837412840.
- mit Christian R. Baumann, Thomas E. Scammell (Hrsg.): Narcolepsy. Springer, New York 2011, ISBN 978-1-4419-8389-3.

Zeitschriftenbeiträge
- mit Michael S. Aldrich, Ronald D. Chervin, Douglas Quint: Sleep apnea in patients with transient ischemic attack and stroke: A prospective study of 59 patients. In: Neurology. 47, 1996, S. 1167, doi:10.1212/WNL.47.5.1167.
- mit Michael S. Aldrich: Narcolepsy. In: Neurologic Clinics. 14, 1996, S. 545, doi:10.1016/S0733-8619(05)70273-5.
- Idiopathic hypersomnia. A series of 42 patients. In: Brain. 120, 1997, S. 1423–1435, doi:10.1093/brain/120.8.1423.
- mit Michael S. Aldrich: Sleep Apnea in Acute Cerebrovascular Diseases: Final Report on 128 Patients. In: Sleep. 22, 1999, S. 217–223, doi:10.1093/sleep/22.2.217.
- mit Silvano Vella, Filippo Donati, Peter Wielepp, Bruno Weder: SPECT during sleepwalking. In: The Lancet. 356, 2000, S. 484–485, doi:10.1016/S0140-6736(00)02561-7.
- mit Christian Sturzenegger: The clinical spectrum of narcolepsy with cataplexy: a reappraisal. In: Journal of Sleep Research. 13, 2004, S. 395–406, doi:10.1111/j.1365-2869.2004.00422.x.
- Sleep and Stroke. In: Seminars in Neurology. 25, 2005, S. 19, doi:10.1055/s-2005-867073.